# デヴィッド・ローズ (ギタリスト)
デヴィッド・ローズ（David Rhodes、1956年5月2日 - ）は、イギリスのギタリスト、シンガーソングライター。ピーター・ガブリエルとの長年の付き合いで知られている。1979年から1982年までイギリスのロックバンド、ランダム・ホールドのギタリストおよびボーカリストを務め、1980年からガブリエルの主要なスタジオ・ギタリストにしてツアー・ギタリストを務めている。ローズは2枚のソロ・アルバムをリリースしている。

## 略歴
デヴィッド・ローズは、1956年5月2日にロンドンで生まれた。セントラル・セント・マーチンズで美術を学び、その後、ゴールドスミス・カレッジで彫刻の学位を取得するうちに、音楽への関心を高めていった。卒業して間もなく、ボーカルとリード・ギターを担当するロックバンド、ランダム・ホールドの結成メンバーとなり、レコーディングを開始した。やがてピーター・ガブリエルと一緒に演奏するよう依頼された。最初に登場したのは、1980年のガブリエル3枚目のスタジオ・アルバム『ピーター・ガブリエル III（メルトとも呼ばれる）』であった。それ以来、ローズはガブリエルの主要なスタジオ・ギタリスト兼ツアー・ギタリストとなった。
2009年に、最初のスタジオ・アルバム『Bittersweet』をリリースした。そのプログレッシブ・ロック・アルバムは、数々のレイヤー化されたインストゥルメンタル・トラックとエフェクト、そして標準的ではないギター・チューニングを含む、長くて複雑な作曲プロセスを経た産物であった。ローズはそれらの曲をレコーディングする前に何年もかけて作り上げた。レコーディング・スタジオでは幅広い機材を使用していたが、ライブでのセッティングはよりシンプルなセットアップ、ギターのチューニングを簡単に切り替えるギブソン・ロボットギターや、エフェクトとバックグラウンド・トラックを作成するNative Instrumentsというコンピュータ・アプリケーションを使用することにした。翌年には、ベーシストのチャーリー・ジョーンズとドラマーのゲド・リンチと共に『Bittersweet』に伴う短いツアーに乗り出した 。
2013年にローズがレコーディング・スタジオに戻ることを決心したとき、彼とジョーンズとリンチは、彼らが新しいアルバムのためにツアーで確立したダイナミックな音の再現を想起した。この3人によるトリオはレコーディング・スタジオでリハーサルした後、5日間でインストゥルメンタル・トラックを作った。ボーカル・トラックやその他の制作が完成した後、アルバム『Rhodes』はPledgeMusicを介してリリースされた。ローズはツアーに戻り、リンチと、ウェルチのベーシスト、ギャズ・ウィリアムズと一緒にニュー・アルバムをサポートする演奏を行った。
ローズは、Enzo D'Alò監督の映画『Lucky and Zorba』および、ルカ・ルチーニ監督の映画『L'uomo perfetto』、ならびに2001年のビデオゲーム『Atlantis III：The New World』のスコアを担当している。

## ディスコグラフィ

### ソロ・アルバム
- Bittersweet (2009年)
- Rhodes (2013年) ※デヴィッド・ローズ・トリオ名義

### ランダム・ホールド
- Etceteraville (1979年)
- 『ヴュー・フロム・ヒア』 - The View from Here (1980年)
- Burn the Buildings (1982年)
- Overview (2001年)

### ヴァイタミン Z
- 『サーカス・リング』 - Rites of Passage (1985年)

### その他の参加アルバム
- 矢野顕子: 『愛がなくちゃね。』 - Ai Ga Nakucha Ne (1982年)
- 矢野顕子: 『On the Air』 - On the Air (1992年)
- 井上鑑 & デヴィッド・ローズ: 『HEAD, HANDS AND FEET』  - Head Hands & Feet (1989年)
- 井上鑑、ピーター・ガブリエル、デヴィッド・ローズ & 矢野顕子: 『雪のひとひら』 - Snowflake (1998年)
- 井上鑑: 『クライテリア』 - Criteria (2006年)
- 杏里: 『TROUBLE IN PARADISE』 - Trouble in Paradise (1986年)
- ブラマンジェ: 『ハッピー・ファミリー』 - Happy Families (1982年)
- ブラマンジェ: 『マンジェ・トゥート』 - Mange Tout (1984年)
- トーク・トーク: 『カラー・オブ・スプリング』 - The Colour of Spring (1986年) ※Track 3 "Life's What You Make It"、Track 5 "Living in Another World"、Track 6 "Give It Up"

### フィルム・スコア
- Lucky and Zorba (1998年)
- L'uomo perfetto (2005年)

### ビデオ・ゲーム
- Atlantis III: The New World (2001年)